# Amorphophallus decus-silvae
Amorphophallus decus-silvae là một loài thực vật có hoa trong họ Ráy (Araceae). Loài này được Backer & Alderw. mô tả khoa học đầu tiên năm 1920.